# 安田インターチェンジ
安田インターチェンジ（やすだインターチェンジ）は、新潟県阿賀野市にある磐越自動車道のインターチェンジ。五泉市の最寄りインターチェンジでもある。

## 道路

### 本線
- E49 磐越自動車道（12番）

### 接続する道路
- 直接接続
  - 新潟県道41号白根安田線
- 間接接続
  - 国道49号
  - 国道290号

## 料金所
- ブース数：4

### 入口
- ブース数：2
  - ETC専用：1
  - 一般：1

### 出口
- ブース数：2
  - ETC専用：1
  - 一般：1

## 安田バスストップ

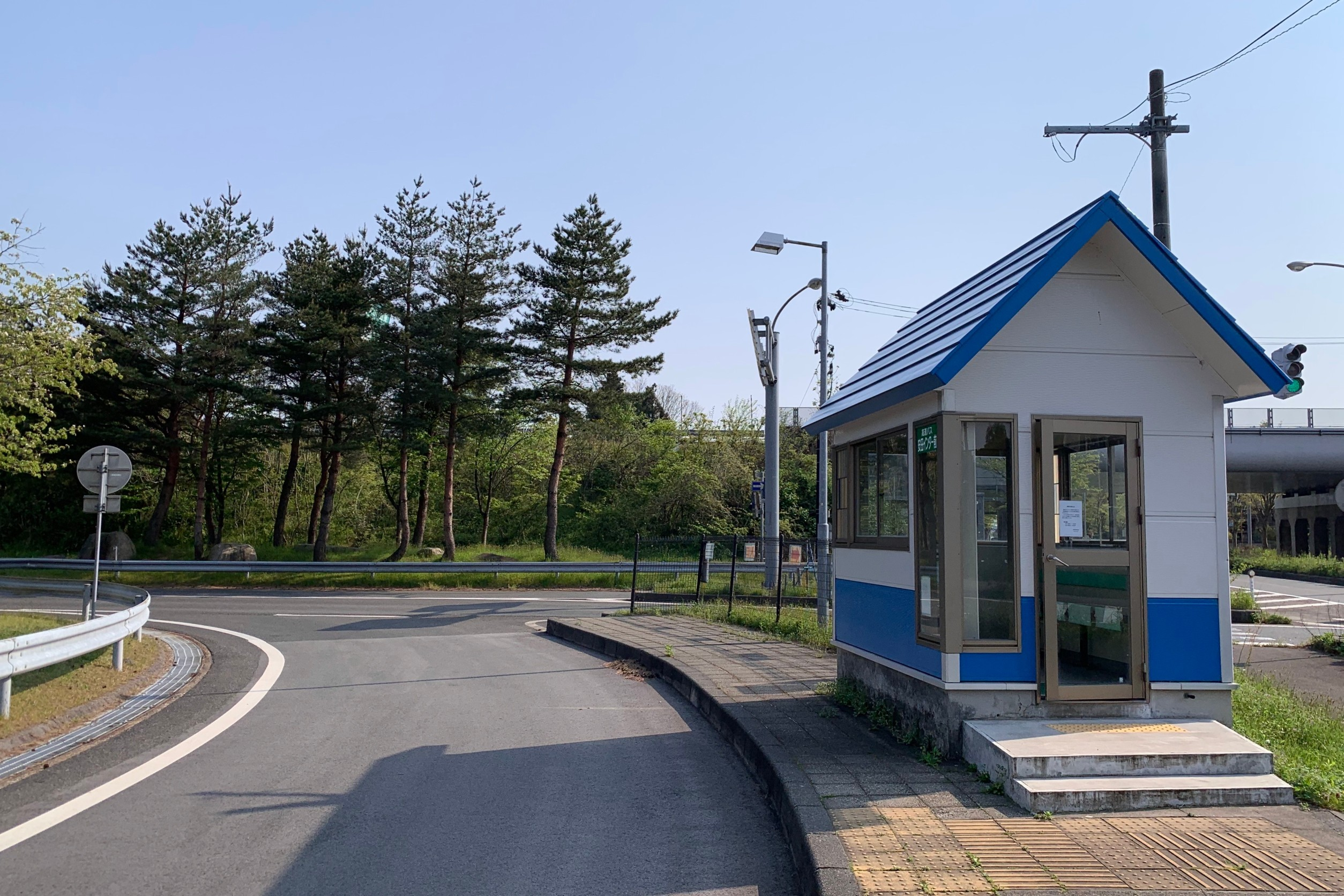
「安田インター前」バス停（2020年5月）

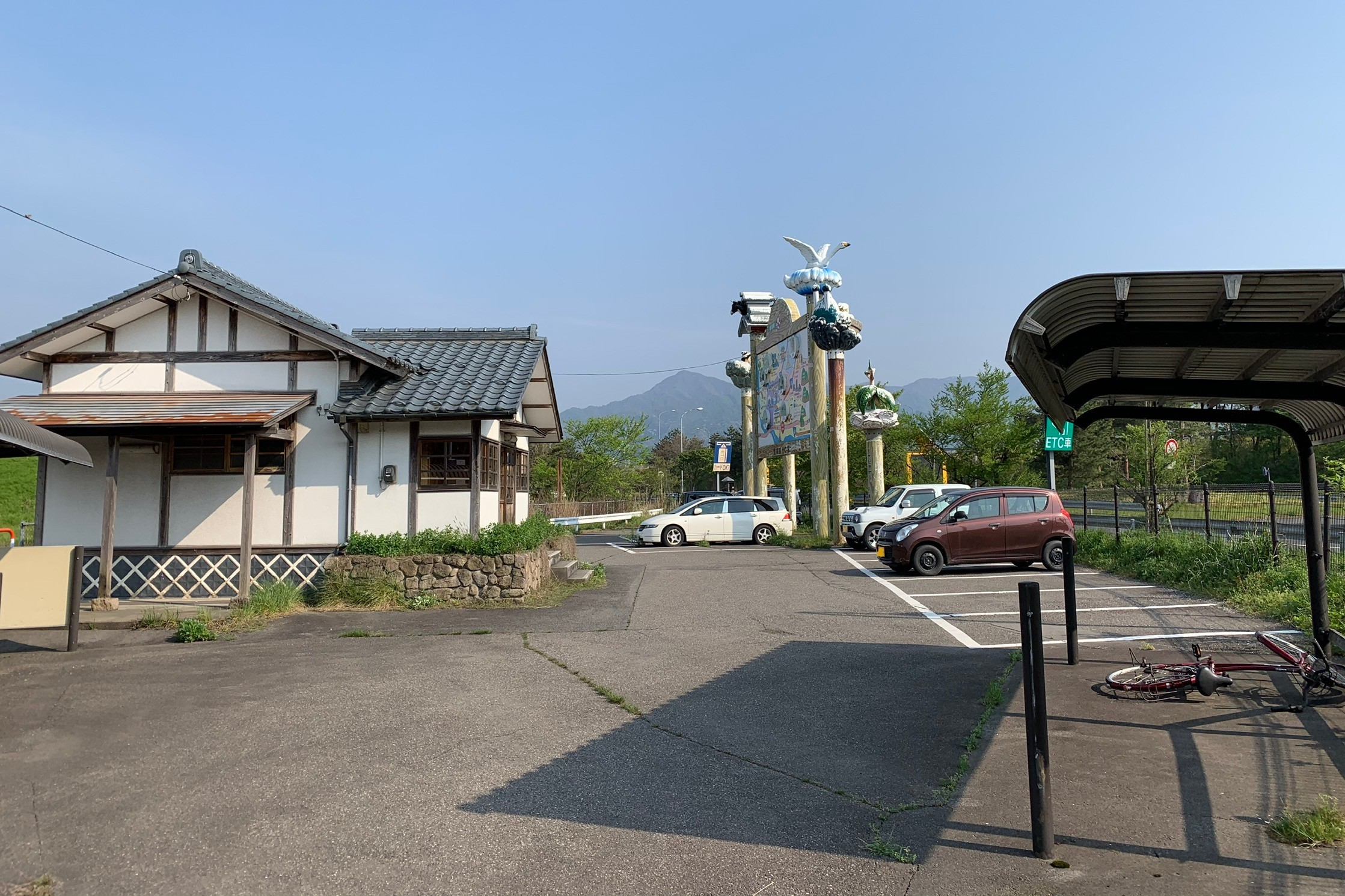
バスストップ利用者向けに無料のパークアンドライド駐車場（左側にも区画あり）や駐輪場、トイレなどが整備されている（2020年5月）

安田ICの敷地内にある高速バス停。料金所外にあるロータリー式で、磐越道を引き続き走行する路線もいったん料金所を出て客扱いを行う。なお、停留所の名称は安田インター前である。

### 停車路線

#### 県外線
- 会津若松 - 新潟線（若松行は乗車のみ、新潟行は降車のみ）

#### 県内線
- 【ときライナー】五泉村松線

## 周辺

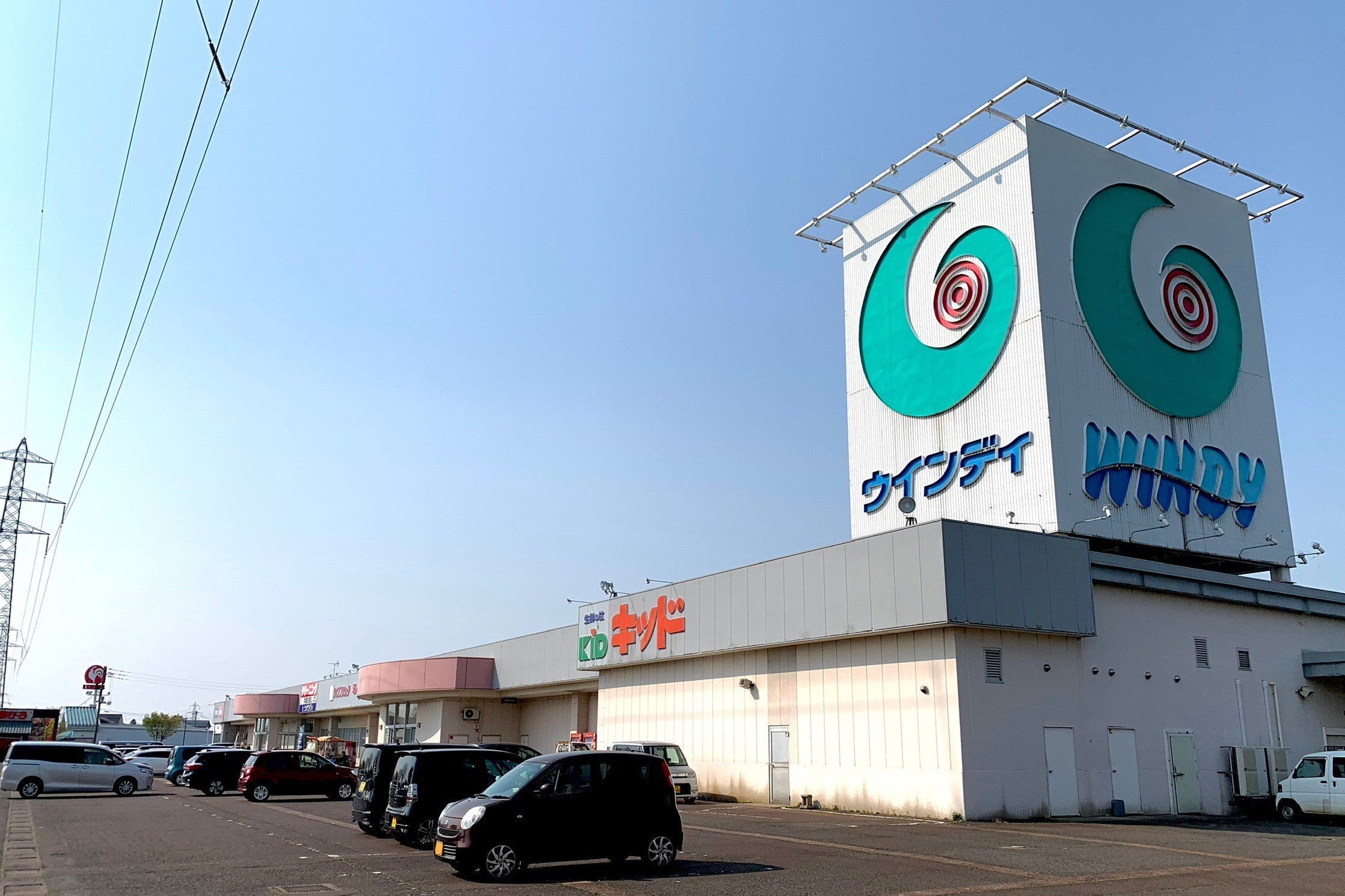
IC近くのショッピングセンター「ウインディ」（2020年5月）

- サントピアワールド
  - 安田フラワーガーデン

## 隣
E49 磐越自動車道
(11) 三川IC - 阿賀野川SA - (12) 安田IC - 五泉PA - (13) 新津IC